# Bairon et ses environs
Bairon et ses environs is een gemeente in het Franse departement Ardennes in de regio Grand Est, die deel uitmaakt van het arrondissement Vouziers. De gemeente had 1.025 inwoners in 2018.

## Geschiedenis
De commune nouvelle is op 1 januari 2016 ontstaan door de fusie van de gemeenten Les Alleux, Le Chesne en Louvergny.

## Geografie
De oppervlakte van Bairon et ses environs bedraagt 44,86 km², de bevolkingsdichtheid is 23 inwoners per km².
De onderstaande kaart toont de ligging van Bairon et ses environs met de belangrijkste infrastructuur en aangrenzende gemeenten.